# Angeł Kerezow
Angeł Stojanow Kerezow (bułg. Ангел Стоянов Керезов, ur. 24 lipca 1939 w Prisełcich, zm. 2002) – bułgarski zapaśnik. Srebrny medalista olimpijski z Tokio.
Zawody w 1964 były jego jedynymi igrzyskami olimpijskimi. Walczył w stylu klasycznym. Medal wywalczył w wadze muszej, do 52 kilogramów. W finale pokonał go reprezentant gospodarzy Tsutomu Hanahara. Na mistrzostwach świata był pierwszy w 1966 i trzeci w 1965.